# Аккуафондата
Аккуафондата (італ. Acquafondata) — муніципалітет в Італії, у регіоні Лаціо,  провінція Фрозіноне.
Аккуафондата розташована на відстані близько 130 км на схід від Рима, 55 км на схід від Фрозіноне.
Населення — 263 особи (2014).
Щорічний фестиваль відбувається 29 серпня. Покровитель — святий Іван Хреститель.

## Демографія
Населення за роками:

Станом на 1 січня 2023 року в муніципалітеті офіційно проживало 5 іноземців з 4 країн, серед них 4 громадяни країн Євросоюзу.

## Сусідні муніципалітети
- Філіньяно
- Поцциллі
- Валлеротонда
- Вітікузо